# Naracoortei-barlangok Nemzeti Park
A Naracoortei-barlangok Nemzeti Park (angolul Naracoorte Caves National Park) egy ausztrál nemzeti park Dél-Ausztrália állam délkeleti részén, Naracoorte város közelében. Gazdag fosszílialeletei miatt 1994-ben (Riversleigh-el együtt) felvették az UNESCO világörökség-listájára. A 6,6 km²-nyi nemzeti parkban 26 barlang található és 3,05 km² van világörökségi védettség alatt.

## Leírása

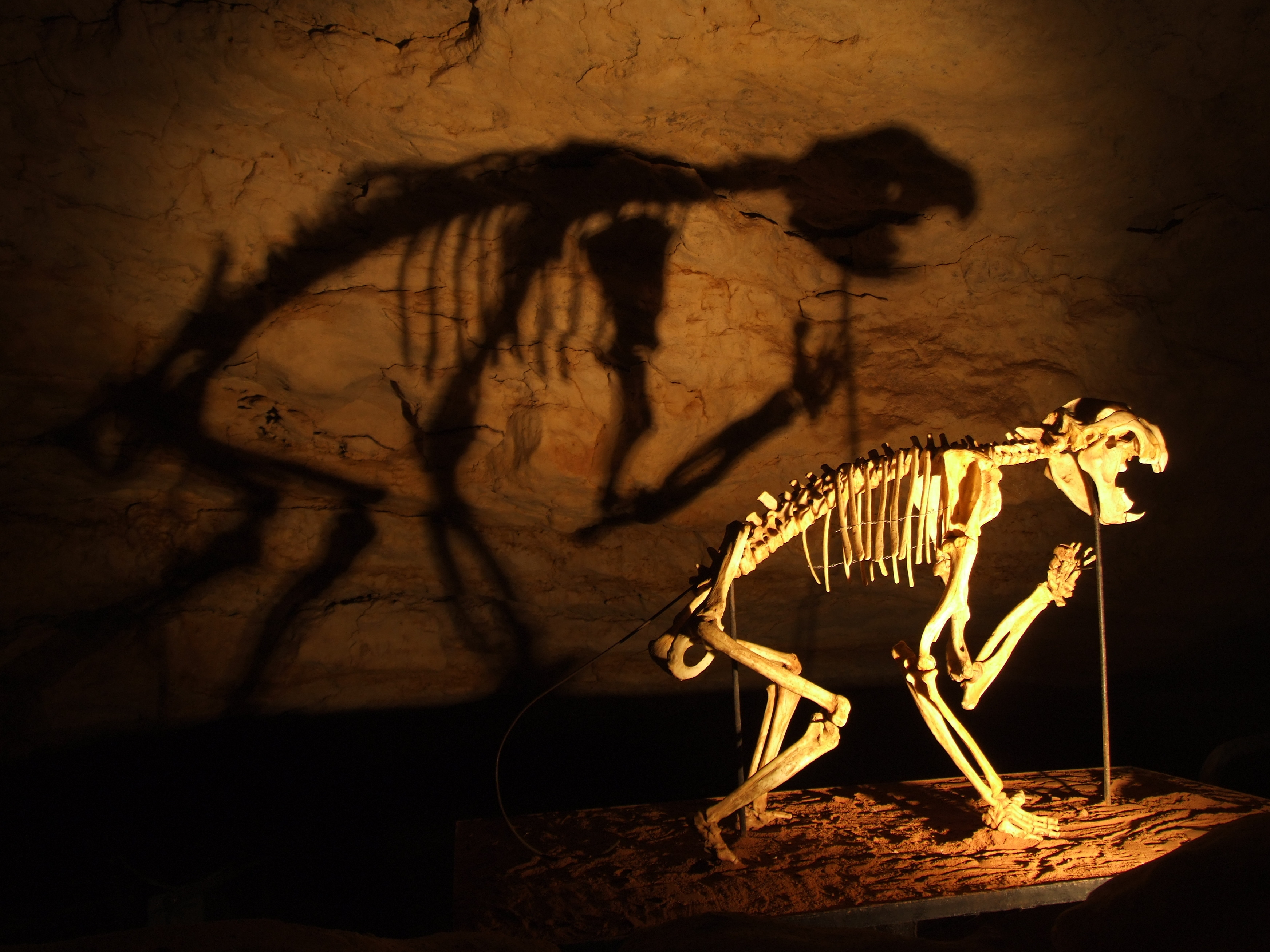
Erszényes oroszlán csontváza

A barlangok 200, illetve 20 millió éves mészkőben keletkeztek a talajvíz oldóhatásának következtében. A felszínhez közeli üregekbe (mint pl. a Victoria-barlang, vagy a Blanche-barlang) beestek a felszíni állatok, amelyek nem tudtak kiszabadulni és csontvázaik egyedülálló lehetőséget biztosítanak az ausztrál megafauna tanulmányozására akár 530 ezer évvel ezelőttig visszamenően. A kövületek vizsgálatával követni lehet a jégkorszakok, illetve az ember érkezésének hatását a helyi állatvilágra. A fosszíliákat tartalmazó üledék helyenként a 20 méteres vastagságot is eléri. 
A barlangokban összesen 118 gerinces faj maradványait találták meg a békáktól a bölény méretű erszényesekig. A mára már kihalt óriásira nőtt erszényeseken (mint az erszényes oroszlán vagy az óriásvombat) kívül a modern kort megérő fajok (erszényes ördög, erszényes farkas) képviselői is beestek a barlangokba. 
Nagy hangsúlyt fektetnek a barlangok integritásának megőrzésére; amikor felvették őket a világörökség-listára, a kövületek kevesebb mint 1%-át vitték ki laboratóriumokban tanulmányozni és az üledék jelentős része máig háborítatlan, hogy a jövő régészei fejlettebb módszerekkel vizsgálhassák őket.

## Látogatás
A barlangok többsége szigorúan védett, de egy kis részük látogatható. Ilyen a Victoria-kövületbarlang (Victoria Fossil Cave), amelyben teljes csontvázakat is kiállítottak; vagy az Alexandra-barlang, amely látványos cseppkőképződményeiről is nevezetes. A Nedves-barlang (Wet Cave) vezető nélkül is látogatható és erőteljes, vaskos cseppkőoszlopairól ismert. A Wonambi-barlangban a valamikori megafauna tagjainak életnagyságú, mozgó makettjei vannak kiállítva.
Szeptember és április között a barlangokban élő veszélyeztetett denevérek (Miniopterus schreibersii bassanii) életét lehet nyomon követni kamerákon keresztül.  